# 인질 (드라마)
《인질》은 2004년 2월 27일에 MBC에서 방영한 베스트극장이다.

## 등장 인물

### 주요 인물
- 이윤성 : 정후 역
- 최성준 : 현기 역 - 소년교도소 말기 암 환자

### 그 외 인물
- 김기섭 : 이 사감 역
- 김미경 : 김 부장 역 - 간호사
- 김흥수
- 변신호
- 박통일
- 전해룡
- 정승재
- 안서정
- 이옥정
- 안세미
- 정지연 (아역)

### 우정출연
- 장현성 : 준서 역 - 약혼자. 코마 상태에 빠진 환자